# 維尤角

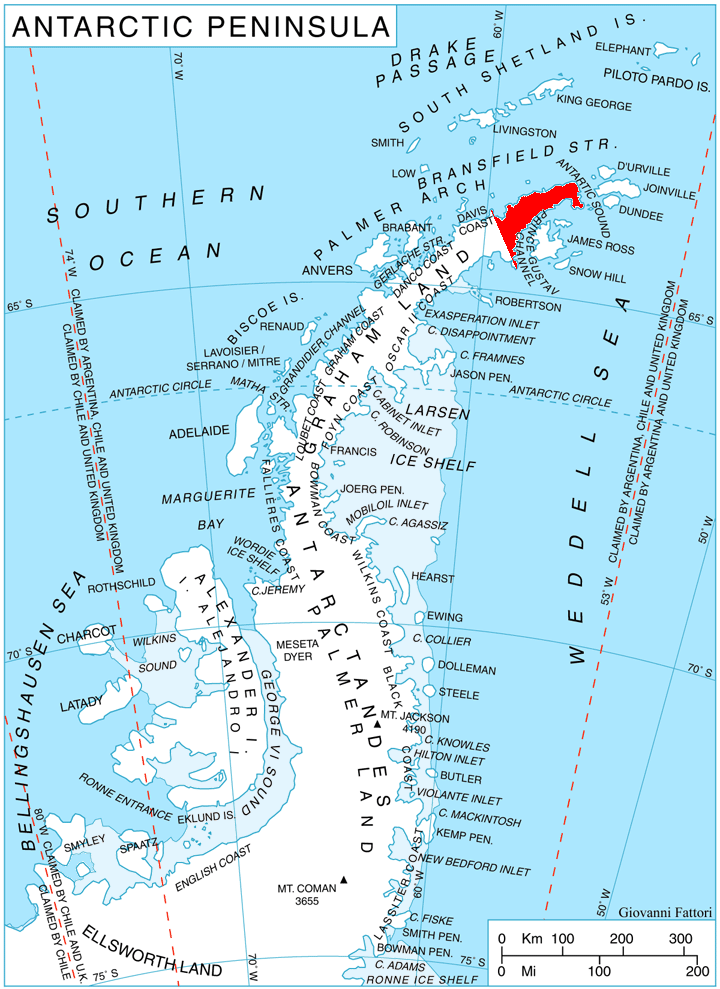

維尤角（英語：View Point）是南極洲的海岬，位於葛拉漢地的特里尼蒂半島南岸，是迪尤斯灣入口處的西面，處於斯科姆利亞山以東6.79公里和博伊爾角東南面6.45公里，海拔高度150米，由瑞典探險隊發現。

## 外部連結
- Trinity Peninsula. Scale 1:250000 topographic map No. 5697. Institut für Angewandte Geodäsie and British Antarctic Survey, 1996.

63°33′S 57°22′W / 63.550°S 57.367°W